# اسماعیل جمشیدی
اسماعیل جمشیدی (زاده ۱۲ بهمن سال ۱۳۲۲ در آمل) نویسنده و روزنامه‌نگار ایرانی است. او بیش از ۲۵ کتاب منتشر کرده‌است و بسیاری از گزارش‌های ویژه او به‌صورت کتاب منتشر شده‌است. او بارها وظیفه دبیر سرویس، مدیر تحریریه روزنامه و سردبیر مجله‌های اجتماعی و ادبی را بر عهده داشت. در حال حاضر سردبیر مجله کتابستان است. از کتاب‌های او می‌توان به عکس‌های دونفره اشاره کرد که گزارش و مصاحبه با صاحب‌نظران و افراد مختلف است.

## زندگی
اسماعیل جمشیدی ۱۲ بهمن ۱۳۲۲ در آمل به دنیا آمد و در ۱۳ سالگی، همراه خانواده در سال ۱۳۳۵ به تهران رفت. علاقهٔ او به داستان‌نویسی با مطالعه کتاب امیر ارسلان پس از دیدن فیلم امیر ارسلان نامدار شکل گرفت. اولین داستان کوتاه او با نام بوسه‌های کال در سال ۱۳۳۹ یا ۱۳۴۰ به دست پرویز نقیبی در مجله روشنفکر به سردبیری مجید دوامی چاپ شد. پس از آن جمشیدی به تحریریه مجلهٔ روشنفکر رفت و آمد پیدا کرد. دفتر این مجله در طبقه بالای چاپخانه تابان در خیابان ناصرخسرو بود. شوق جمشیدی برای ادامه کار نویسندگی و روزنامه‌نگاری با مشاهده محیط چاپخانه، بوی مرکب و… دوچندان شد. او در نشریه سپید و سیاه نیز داستان چاپ می‌کرد. پس از آن همراه پرویز نقیبی به روزنامه اطلاعات رفت که در ساختمان قدیمی خیابان خیام قرار داشت. سردبیر مجله اطلاعات هفتگی، رسول ارونقی کرمانی به جمشیدی پیشنهاد کرد به‌جای روزنامه در مجله کار کند و گزارش بنویسد که نویسندگان اندکی داشت.
اسماعیل جمشیدی عضو قدیمی کانون نویسندگان ایران است.
فرزندان اسماعیل جمشیدی، مانی و مزدک و محمد رضا جمشیدی نیز به صورت حرفه‌ای در کار مطبوعات هستند.
برادر او، ایرج جمشیدی نیز روزنامه‌نگار و سردبیر روزنامه آسیای اقتصادی است.
جمشیدی دربارهٔ گزارش‌هایش می‌گوید گاه برای تهیه آنها بین ۱۰ تا ۱۵ روز زمان می‌گذرد و با تمرکز و دقت کامل آنها را می‌نویسد.
سیروس علی‌نژاد سردبیر سابق نشریه‌های آینده و آدینه معتقد است یکی از کارهای خاص جمشیدی، «کشف آدم‌های مهم و مفید جامعه است؛ آدم‌هایی که شاید دیگران فکر می‌کنند کارشان اهمیتی ندارد و سطحی است.»
علی دهباشی سردبیر مجلهٔ بخارا دربارهٔ کارهای روزنامه‌نگاری جمشیدی می‌گوید مصاحبه‌های او «نوعی تصور و تصویری است از زندگی سوژه‌هایش.»
در تیر ۱۳۸۲ اسماعیل جمشیدی هنگامی که دبیر تحریریه روزنامه آسیا بود، و برادرش ایرج جمشیدی سردبیر این روزنامه، پس از چاپ عکسی از مریم رجوی در این روزنامه بازداشت شدند. اسماعیل ۵۴ روز در بازداشت موقت بود. هر دوی آنها چاپ این عکس را ناشی از اشتباه خواندند. اما دادگاه به جرم اقدام علیه امنیت ملی او را به شانزده ماه زندان محکوم کرد. در تیر ۱۳۸۵ با قطعی شدن حکم او، دادگاه انقلاب تهران وی را احضار و با پایان دادن به قرار وثیقه‌اش، او را به زندان فرستاد.

### داستانی
- در دشت جنون
- بهار بی‌باران
- نعش
- سامی
- با توبودن
- تاج‌الملوک
- پیلکا[۱]

### غیرداستانی
- خاطرات ایام سربازی (۱۳۴۴)[۲]
- دیدار با ذبیح‌الله منصوری (۱۳۶۷) - حاصل ۵ گفت‌وگوی اسماعیل جمشیدی با ذبیح‌الله منصوری به همراه مجموعه مقالاتی دربارهٔ منصوری.[۷]
- خودکشی صادق هدایت
- حسن مقدّم و جعفر خان از فرنگ آمده
- زندگی و مرگ صمد بهرنگی
- گوهر مراد و مرگ خودخواسته دربارهٔ زندگی غلامحسین ساعدی[۶]
- عکس‌های دونفره گزارش و مصاحبه با صاحب‌نظران و افراد مختلف است.[۱]
- دوقلوی میرپنج